# Coppa del mondo di mountain bike 2007
La Coppa del mondo di mountain bike 2007 organizzata dall'Unione Ciclistica Internazionale (UCI) e supportata da  Nissan, si disputò su quattro discipline: cross country (6 tappe), downhill e four-cross (5 tappe) e, in un circuito separato, marathon (3 tappe).
La coppa di cross country maschile venne vinta da Julien Absalon con una gara di anticipo. Anche Brian Lopes si aggiudicò il titolo nel four-cross con una gara di anticipo.

## Cross country
| Data              | Luogo             | Vincitore            | Vincitrice       |
| ----------------- | ----------------- | -------------------- | ---------------- |
| 22 aprile         | Houffalize        | José Antonio Hermida | Ren Chengyuan    |
| 27 maggio         | Offenburg         | Julien Absalon       | Irina Kalent'eva |
| 9 giugno          | Champéry          | Julien Absalon       | Marga Fullana    |
| 23 giugno         | Mont-Sainte-Anne  | Julien Absalon       | Irina Kalent'eva |
| 1º luglio         | Saint-Félicien    | Julien Absalon       | Irina Kalent'eva |
| 15 sett.          | Maribor           | Fredrik Kessiakoff   | Ying Liu         |
| Classifica finale | Classifica finale | Julien Absalon       | Irina Kalent'eva |

## Marathon
| Data              | Luogo             | Vincitore           | Vincitrice    |
| ----------------- | ----------------- | ------------------- | ------------- |
| 13 marzo          | Gran Canaria      | Leonardo Paez       | Pia Sundstedt |
| 8 luglio          | Villabassa        | Massimo de Bertolis | Esther Süss   |
| 15 luglio         | Oisans            | Thomas Dietsch      | Pia Sundstedt |
| Classifica finale | Classifica finale | Thomas Dietsch      | Pia Sundstedt |

## Downhill
| Data              | Luogo             | Vincitore        | Vincitrice      |
| ----------------- | ----------------- | ---------------- | --------------- |
| 13 maggio         | Vigo              | Marc Beaumont    | Sabrina Jonnier |
| 10 giugno         | Champéry          | Matti Lehikoinen | Marielle Saner  |
| 24 giugno         | Mont-Sainte-Anne  | Sam Hill         | Sabrina Jonnier |
| 8 luglio          | Schladming        | Sam Hill         | Tracey Hannah   |
| 16 sett.          | Maribor           | Sam Hill         | Rachel Atherton |
| Classifica finale | Classifica finale | Sam Hill         | Sabrina Jonnier |

## Four-cross
| Data              | Luogo             | Vincitore       | Vincitrice     |
| ----------------- | ----------------- | --------------- | -------------- |
| 12 maggio         | Vigo              | Gee Atherton    | Anneke Beerten |
| 9 giugno          | Champéry          | Brian Lopes     | Jill Kintner   |
| 24 giugno         | Mont-Sainte-Anne  | Brian Lopes     | Anneke Beerten |
| 7 luglio          | Schladming        | Brian Lopes     | Jill Kintner   |
| 15 sett.          | Maribor           | Romain Saladini | Anneke Beerten |
| Classifica finale | Classifica finale | Brian Lopes     | Anneke Beerten |